# Acromatopsia
A acromatopsia (ACHM), é uma síndrome médica que apresenta sintomas relacionados com pelo menos cinco doenças diferentes. Sua principal causa é a falta de cones de retina no olho que são responsáveis pela distinção de cores, quando esse número de cones é reduzido a pessoa começa ter problemas para enxergar cores e alguns níveis de intensidade luminosa. É importante destacar que a doença é hereditária e muitas vezes inclui acuidade visual. A doença não tem uma cura mas existem óculos ou lentes capazes de reduzirem os sintomas. Embora o termo possa se referir a distúrbios adquiridos, tais como agnosia para cores e acromatopsia cerebral, ela normalmente refere-se a um transtorno da visão da cor congênito autossômico recessivo, à incapacidade de perceber a cor e obter uma acuidade visual satisfatória em níveis elevados de luz (geralmente luz exterior). A síndrome está presente também em uma forma incompleta, que é mais adequadamente definida como daltonismo. A única estimativa de sua ocorrência relativa é de 1:30 000 na população em geral, dados da década de 1960 ou anterior.
Há alguma discussão sobre se acromatas podem ver cores ou não. Como ilustrado em The Island of the Colorblind  por Oliver Sacks, alguns acromatas não podem ver cores. Com cinco genes diferentes, atualmente conhecidos por causar sintomas semelhantes, pode ser que alguns veem níveis marginais de diferenciação das cores devido a características genéticas diferentes. Com tal número de amostras pequenas e baixas taxas de resposta, é difícil diagnosticar com precisão as 'condições típicas acromáticas'. Se o nível de luz durante os testes é otimizado por eles, pode-se alcançar acuidade visual corrigida de 20/100 para 20/150 em níveis mais baixos de luz. Um traço comum é a hemeralopia ou cegueira em pleno sol.

## Sintomas
Os cinco sintomas associados com acromatopsia/discromatopsia são:
- Acromatopia;
- Ambliopia (diminuição da acuidade visual);
- Hemeralopia (com o indivíduo apresentando fotofobia);
- Nistagmo;
- Anomalias de funcionamento da íris.

Um sexto sintoma associado a acromatopsia/discromatopsia é raramente relatado. Muitos doentes não têm conhecimento do aspecto tridimensional do seu sistema visual. Eles frequentemente não observam qualquer das características estereográficas de uma cena.
A síndrome de acromatopsia/discromatopsia é pouco descrita em textos atuais médicos e neuro-oftalmológicos. Tornou-se um termo comum na sequência do livro popular do neurocientista Oliver Sacks, "The Island of the Colorblind", em 1997. Até aquele momento, a maioria dos indivíduos daltônicos foram descritos como acromatas ou acromatopes. Aqueles com menor grau de anormalidade na percepção das cores eram descritos como protanopes, deuteranopes ou tetartanopes (historicamente tritanopes).
A acromatopsia também foi chamada de ramo da monocromacia e de daltonismo total congênito. Indivíduos com a forma congênita desta desordem apresentam uma completa ausência da atividade das células cones via eletrorretinografia em níveis elevados de luz. Há pelo menos quatro causas genéticas de ACHM congênito, dois dos quais envolvem canais iônicos de nucleotídeos cíclicos (ACHM2/ACHM3), uma terceira envolve os cones fotorreceptoras transducina (GNAT2, ACHM4), e a última ainda é desconhecida.

## Genética
Os seguintes genes estão associados à ocorrência desta doença:
- CNGA3 – localizado no cromossoma 2;[1]
- CNGB3 – localizado no cromossoma 8 — mutações neste gene são responsáveis por 45 a 50% de todos os casos da doença;[2]
- GNAT2 – localizado no cromossoma 1;[3]
- PDE6C – localizado no cromossoma 10.[4]

## Classificação
- Acromatopsia adquirida (acromatopsia cerebral)
- Congênita/acromatopsia herdada
  - Completa/acromatopsia típica
  - Incompleta/acromatopsia atípica ou discromatopsia incompleta/atípica
- Outros termos não definidos na Wikipédia
  - Acromatopia – A ausência completa da percepção da cor em um indivíduo.
  - Ambliopia – Definida conceitualmente por Duke-Elder (1973) como um déficit da acuidade monocular, que não é devido a erro refrativo ou qualquer anormalidade orgânica. Uma condição neurológica. Fraco desempenho espacial do servomecanismo de precisão óptico dos olhos em níveis de iluminação nominal, sem qualquer causa morfológica. Olho preguiçoso.
  - Hemeralopia – Capacidade visual reduzida na claridade da luz. Coloquialmente, cegueira diurna.
  - Nistagmo – Este termo é utilizado de formas variadas para descrever tanto as condições normais e patológicos relacionados ao sistema oculomotor. No contexto atual, é uma condição patológica que envolve um movimento descontrolado oscilatório dos olhos durante o qual a amplitude de oscilação é bastante perceptível e a frequência da oscilação tende a ser bastante baixa.
  - Fotofobia – A aversão pela claridade da luz por aqueles que sofrem de hemeralopia.

## Sinais e sintomas
A síndrome é frequentemente observada primeiramente em crianças em torno de seis meses de idade, por sua atividade fotofóbica e/ou seu nistagmo mas pode ser adquirida depois de adulto por uma má formação celular. O nistagmo torna-se menos perceptível com a idade, mas outros sintomas da síndrome tornam-se mais relevantes quanto se aproxima a idade escolar. A acuidade visual e a estabilidade dos movimentos dos olhos em geral, melhora durante os primeiros 6–7 anos de vida (mas permanecem perto de 20/200). As formas congênitas da doença são consideradas estacionárias e não pioram com a idade.

### Acromatopsia completa
Além de uma completa impossibilidade de discriminar cores, os indivíduos com acromatopsia completa têm uma série de outras aberrações oftalmológicas. Incluída entre estas aberrações está a grande diminuição da acuidade visual (<0,1 ou 20/200) na luz do dia hemeralopia, nistagmo, e fotofobia severa. O fundo de olho apresenta-se completamente normal.

### Acromatopsia incompleta (discromatopsia)
Em geral, os sintomas da acromatopsia incompleta são semelhantes aos da acromatopsia completa, exceto em uma forma reduzida. Indivíduos com acromatopsia incompleta têm acuidade visual reduzida com ou sem nistagmo ou fotofobia. Além disso, estes indivíduos apresentam apenas comprometimento parcial da função das células cone, mas continuam a manter a função dos bastonetes.

## Causa

### Acromatopsia adquirida
A acromatopsia adquirida/discromatopsia é uma condição associada com dano ao diencéfalo (principalmente no tálamo do mesencéfalo) ou ao córtex cerebral (o novo cérebro).
A acromatopsia talâmica/discromatopsia é causada por dano ao tálamo, uma parte do tronco cerebral. É mais frequentemente causado por crescimento tumoral, uma vez que o tálamo é bem protegido contra danos externos.
A acromatopsia cerebral é uma forma de daltonismo adquirido, que é causado por danos ao córtex cerebral, ao invés de anormalidades nas células da retina do olho. É mais frequentemente causada por trauma físico, hemorragia ou o crescimento do tecido do tumor.

### Acromatopsia congênita
As causas conhecidas das formas de acromatopsia congênita são todas devido ao mau funcionamento do via de fototransdução retinal. Especificamente, essa forma de ACHM parece resultar da incapacidade das células cone para responder corretamente a entrada de luz por hiperpolarização. As causas genéticas conhecidas disso são as mutações nos canais iônicos dos nucleotídeos cíclicos das células cone CNGA3 (ACHM2) e CNGB3 (ACHM3), bem como na transducina da célula cone, GNAT2 (ACHM4).